# 小早川秀樹のナイスじゃナイト!
『小早川秀樹のナイスじゃナイト!』（こばやかわひできのナイスじゃナイト!）は、朝日放送ラジオ（ABCラジオ）で2021年4月3日から2023年9月16日まで、土曜日の18:00以降（詳細後述）に放送されていた音楽番組シリーズ。朝日放送本社ラジオ第1スタジオからの生放送で、プロ野球のシーズン中は小早川秀樹（関西地方を中心に活動しているDJ）、オフシーズンには朝日放送テレビのスポーツアナウンサー（2021年度は小縣裕介・2022年度は山下剛）の冠番組として扱われていた。
当ページでは、ABCラジオで2021年10月1日から2024年9月13日（当初の予定は9月27日）まで放送されていた『小早川秀樹のオシマシ!』（こばやかわひできのオシマシ!）についても述べる。

## 概要
「ナイスな特集」などをはさみながら「土曜のナイスな時間にナイスな楽曲」を届ける生放送番組。小早川の出演は年度上半期（日本プロ野球のレギュラーシーズン）のみだが、シーズン中は『ABCフレッシュアップベースボール』（阪神タイガースの公式戦が主体のプロ野球中継）の金曜日および、月・土・日曜日にナイトゲームを中継する場合のスタジオMCを兼務していた。

### 放送開始までの経緯
朝日放送ラジオでは、2018年4月7日から『土曜いそべ堂』（まるむし商店の磯部公彦がメインパーソナリティを務めた自社制作の生ワイド番組）を、年度下半期（ナイターオフ期間）や阪神のナイトゲームが開催されない期間（4 - 6月）の19:00 - 21:00に生放送。その一方で、2020年3月21日から『パックンマックンのワールドでいこう!』（かしわプロダクションの制作による事前収録番組）を土曜日の18:30 - 19:00、2021年1月8日から『DJ MIKIO 飯島勲 今夜も一緒に語りましょう!』（ニッポン放送制作の事前収録番組）を土曜日の18:00 - 18:30に編成していた。
当番組の開始に際しては、『土曜いそべ堂』を2021年3月27日で終了させたほか、『ワールドでいこう!』の放送枠を日曜日の21:05 - 21:30、『今夜も一緒に語りましょう!』の放送枠を月曜日の18:30 - 19:00にそれぞれ移動。以上3番組の放送枠を、当番組の生放送に充てた。

### 放送開始後の動き
当初は、2021年度の上半期限定で放送することを予定していた。同年は阪神がセントラル・リーグ（セ・リーグ）のレギュラーシーズン2位でクライマックスシリーズ（CS）のファーストステージへ進出したものの、11月6日（土曜日）の第2戦でステージ敗退が決定。朝日放送ラジオでは、翌週（11月9日）から2021年度のナイターオフ編成を本格的に開始したうえで、当番組を『小縣裕介のナイスじゃナイト!』（おがたゆうすけのナイスじゃナイト!）として同月13日から2022年3月26日まで放送した。
2022年度以降は、小早川がプロ野球のレギュラーシーズン限定、朝日放送テレビのスポーツアナウンサーがオフシーズン限定でパーソナリティを務める体制が定着。2022年度のオフシーズンには、山下剛（小縣の後輩）を2022年10月8日放送分からパーソナリティへ起用するとともに、『山下剛のナイスじゃナイト!』（やましたごうのナイスじゃナイト!）というタイトルで2023年の3月まで放送した。
2023年のレギュラーシーズン中には小早川がパーソナリティを務めていたが、同年9月16日で『ナイスじゃナイト!』としての放送を終了。2023年度のオフシーズンには福井治人（小縣・山下の後輩に当たるスポーツアナウンサー）がパーソナリティを務める『福井治人・サタデーなおとフィーバー』、2024年度には通年にわたって『サマンサ・アナンサのDO UP』を、当番組と同じ条件で編成している。ちなみに、『DO UP』の母体番組に当たる『UP↑↑』（2023年度オフシーズンの火 - 木曜日19・20時台に放送されていた生ワイド番組）では、山下が火曜分のパーソナリティをレギュラーで担当。2024年のプロ野球シーズンには、小早川が土曜日の『ABCフレッシュアップベースボール』デーゲーム中継でもスタジオMCを任されていて、中継を予定していたカードが中止・ノーゲームの場合には「スタジオバージョン」を単独で進行している。

## 放送時間

### 基本枠
- 土曜日 18:00 - 21:00（2021年4月3日 - 2022年3月26日、2022年12月3日 - 2023年1月28日）
- 土曜日 18:00 - 21:30（2022年4月2日 - 11月26日、2023年2月4日 - 7月1日）
- 土曜日 19:00 - 21:30（2023年9月9日・9月16日）
  - ABCラジオでは、2017年10月7日から土曜日の午後（基本として『ABCフレッシュアップベースボール』のデーゲーム中継や全国高等学校野球選手権大会中継を放送しない週の13:00以降）に編成してきた『感度良好!中野涼子です』の放送枠を、2023年7月8日から16:00以降に変更。ナイトゲームの中継を放送しない週には19:00までのフルバージョン、放送する週には17:55までのショートバージョンによる生放送を予定している。『フレッシュアップベースボール』のメインカードである阪神戦については、7月8日から9月2日までの土曜日にすべてナイトゲームとして組まれているため、この期間は下記の通例に沿って当番組の放送を休止。土曜日の阪神戦がデーゲーム主体の編成に戻った9月9日と、9月16日の最終回は19:00から放送された[3]。

### 放送時間の短縮・放送休止事例
- 年末年始期間には、特別編成との兼ね合いで放送自体を休止する。
- 上記の時間帯（または18時台や20時台のみ）で阪神戦中継以外の特別番組を編成する週には、編成の時間帯に応じて、この番組の放送時間を短縮、または放送自体を休止する。
  - 2021年9月まで放送されていた『よなよな…』水曜分からの派生番組などの放送の場合が多い。
  - 2022年12月と2023年1月は21:00以降の30分間を、期間限定の特別番組『大塚製薬 ニュートラシューティカルズ事業部 presents 私 からだ 上手にやさしくつきあえる毎日を。〜女性の健康や更年期について語ろう〜』の放送に充てており、放送時間の短縮が恒常的になっていた。
    - それに伴い、2022年4月から番組内に設定された21:00頃の定時ニュース（『ABCニュース』）の放送も、休止となっていた。

### 備考
- 土曜日に阪神タイガースのナイトゲーム（主に夏季や学生野球シーズン中の明治神宮野球場における対東京ヤクルトスワローズ戦）が開催される場合には、『ABCフレッシュアップベースボール』での中継を優先するため、当番組を全編にわたって休止する[4]。ただし、小早川はこの場合にも、『フレッシュアップベースボール』のスタジオMCとして出演。
- ABCラジオでは2019年から、プロ野球日本シリーズの中継を阪神が進出した場合に限って放送している。このため、阪神が日本シリーズへ進出できなかった年には、土曜日にシリーズの試合が組まれていても当番組の生放送を優先している。
- 放送時間が延長された2022年度上半期の土・日曜日には、ナイトゲーム中継が21:25までに終了した場合に、当番組および『サニー・フランシスのマサララジオ』（日曜日）の休止に伴う代替措置を兼ねて『小早川秀樹のマシマシ!ベースボール』（こばやかわひできのマシマシ!ベースボール）を21:30まで放送。中継が21:00までに終了した場合や、中継を予定していたカードが中止になった場合には、21:05から放送を始めていた。

## 主な企画
放送中には、週替わりでテーマを設定したうえで、そのテーマに沿ったリスナーからのメッセージを電子メール・FAX・twitterの番組公式アカウントで受け付けている。

### 放送終了時点
- 「ナイスな特集」
  - 18時台と19時台に放送。18時台には、毎回特定のアーティスト（ソロ歌手・ユニット・バンドなど）をテーマに、活動の軌跡を代表曲とともに振り返る。19時台には、小早川／小縣／山下（以下では「パーソナリティ」と総称）がとりわけ強い関心を持っているエンタテイメント系の作品をテーマに、関連する楽曲を流しながらトークを展開する。
- 「ドラマクイズ」
  - リスナーが放送中に参加できるクイズで、19時の前後に実施。かつてテレビで放送された連続ドラマの主題歌から、別々のアーティストが歌う2曲を立て続けに流したうえで、両方の楽曲に共通する人物（主題歌に用いていたドラマでメインキャストに名を連ねていた俳優）の芸名をリスナーに問う。ただし、該当するドラマで主演を務めた俳優の芸名が正解とは限らない。
- 「映画特集」
  - パーソナリティが過去にとりわけ感銘を受けた映画や、田辺ユウキ（DJ・映画ライター・芸能評論家）が推奨する新作映画から、毎回1本を紹介する。放送回によっては、田辺がゲストとしてスタジオに出演。

### 過去
- 新聞記事の紹介
  - 番組内に定時ニュース（『ABCニュース』）の放送枠を設けていなかった2022年4月までは、パーソナリティ（休演日にはパーソナリティの代理者）は18時台に、当日の『朝日新聞』（大阪本社発行の最終版）の朝刊（または夕刊）から目に付いた記事の概要を紹介していた。
  - 番組の基本枠での放送時間が30分延長され、定時ニュース枠が基本枠において設定されるようになった2022年4月以降は、このコーナーの放送はなくなった。
    - しかし、放送時間の短縮により、21:00以降の放送がない場合や、この番組が特別編成で休止となる場合は、定時ニュースの放送はなく、番組内でニュースを扱う機会は徐々に減少している。

## パーソナリティ

### ナイターイン期間
- 小早川秀樹（2021年4月3日 - 10月30日、2022年4月2日 - 9月24日、2023年4月1日 - 9月16日）
  - 朝日放送ラジオでは、『ABCフレッシュアップベースボール』のスタジオMCへ起用される前にも、『武田和歌子のぴたっと。』（2020年10月2日まで平日の夕方に放送されていた生ワイド番組）でメインパーソナリティ・武田和歌子（朝日放送→朝日放送テレビアナウンサー）のアシスタントを断続的に担当。2016年11月3日から2018年12月29日までは『9〜ジックナイト!』の木・金曜日でパーソナリティを務めていたが、自身の名を冠したレギュラー番組は（他局を含めても）当番組が初めてであった。
  - 2021年9月までは当番組の開始5分前まで（基本として17:00 - 17:55に）『武田和歌子　タソガレレストラン』（武田が単独でパーソナリティを務めていた音楽番組）が放送されていたため、タイトルコールと自己紹介に続いて「和歌ちゃん（武田の愛称）、お疲れ様でした!」という一言を添えている。『タソガレレストラン』では事前に収録された内容を放送しているため、『ぴたっと。』時代と違って、生放送で武田と直々にやり取りすることはなかった。

### ナイターオフ期間
いずれも、担当の時点では朝日放送テレビのスポーツアナウンサー。
- 2021年度『小縣裕介のナイスじゃナイト!』: 小縣裕介（2021年11月6日 - 2022年3月26日）
  - 武田の夫で、主にスポーツアナウンサーとして活動。朝日放送ラジオでは、武田と結婚する前（旧・朝日放送によるテレビ・ラジオ放送事業の兼営時代）にも、『ABCミュージックパラダイス』『ガッチ The Music 土曜朝のカウントダウン』（単独で出演）『SUPER SUNDAY ガッチとジロー』（旧・朝日放送に同期で入社した清水次郎とのコンビで日曜日の午後に生放送）などの音楽番組でパーソナリティを定期的に務めていた。
  - 実際には、『小早川秀樹のナイスじゃナイト!』時代の2021年4月24日放送分に、パーソナリティ代理として初めて出演。オープニングで「武田和歌子さん、お疲れ様でした!」という一言を入れながらも、本編のトークでは武田のことを「妻」とも称していた。
  - 当番組担当終了の3日後（2022年3月28日）してからは、スポーツアナウンサーとしての活動と並行しながら、月 - 木曜日の早朝に『おはようパーソナリティ小縣裕介です』を通年で担当している。
- 2022年度『山下剛のナイスじゃナイト!』: 山下剛（2022年10月8日 - 2023年3月25日）
  - 朝日放送ラジオで音楽番組のパーソナリティを担当することは、ラジオ・テレビ兼営体制時代の朝日放送時代（2004年4月 - 2009年6月）に『ABCミュージックパラダイス』（第1期）のパーソナリティを務めて以来であった。

### パーソナリティ代理
本来のパーソナリティが出演できない場合には、朝日放送テレビの男性アナウンサーから1名が代演する。この場合にも、番組タイトルやサウンドステッカー（ジングル）を変更しない。
- 2021年6月12日：浦川泰幸
  - 「ABCラジオ　リスナー大感謝まつり」（6月7日 - 13日）期間中の生放送ではあるが、実際には小早川が当番組の開始前（2020年）に決まっていた仕事を優先したことに伴う「代演」と扱われている。この期間中には、11日（金曜日）を除く全ての日に、朝日放送ラジオの生放送番組へ出演[5]。
  - この日の朝日放送ラジオでは、セ・パ交流戦（東北楽天ゴールデンイーグルス対阪神デーゲーム）を楽天生命パークから自社制作で13:55から『ABCフレッシュアップベースボール』として中継。本来はスポーツアナウンサーである小縣も、ベンチリポーターとして出演していた。しかし、試合が17:29にまで及んだことから、『フレッシュアップベースボール』の中継枠を17:45まで延長。さらに、中継の終了後に『タソガレレストラン』（30分短縮版）を放送したため、当番組の放送時間は本来の3時間から2時間45分（18:15 - 21:00）に短縮された。

## 関連番組『小早川秀樹のオシマシ!』
サブカルチャーに関する情報を取り上げながら、その情報に関連した楽曲を流す番組で、2021年10月1日から毎週金曜日の21時台に生放送。小早川が通年でパーソナリティを務めていたほか、基本の放送枠を21:05 - 21:50に設定していた。
『ABCフレッシュアップベースボール』のナイトゲーム中継を21:05以降も続ける場合には、中継カードの展開に応じて放送時間を短縮するか、放送を休止することで対応。番組タイトルの「オシマシ」には「日頃の生活にオシ（推し）と言う名の『潤い』をマシ（増し）ていく」というリスナーへのメッセージを込めているという。
『ナイスじゃナイト』の終了後も1年間にわたって放送されていたが、朝日放送ラジオが2024年の10月改編で平日深夜帯の生放送番組を大幅に入れ替える方針を立てたことを受けて、同年のプロ野球レギュラーシーズン終盤に当たる9月で終了することを決定。当初は、9月27日に最終回を放送することを想定していた。しかし実際には、27日・前週（20日）とも、ナイトゲーム中継の延長に伴って放送を休止。結果として、9月13日放送回（21:40から10分間の短縮版）が放送上の最終回になった。ただし、9月27日にはX（twitter）のスペース（音声配信・会話機能）を通じて、スタジオからの音声ライブ配信を「事実上の最終回」という扱いで実施している。